# Pamproux
Pamproux é uma comuna francesa na região administrativa da Nova Aquitânia, no departamento de Deux-Sèvres. Estende-se por uma área de 36,3 km². Em 2010 a comuna tinha 1 746 habitantes (densidade: 48,1 hab./km²).